# جمهوری‌خواهان (فرانسه)
جمهوری‌خواهان بزرگ‌ترین حزب راست میانه در کشور فرانسه است. نام این حزب تا تاریخ ۳۰ مه ۲۰۱۵ میلادی، اتحاد برای جنبش مردمی بود. این حزب، یکی از چهار حزب اصلی فرانسه بشمار می‌رود. احزاب رقیب این حزب، در فرانسه عبارتند از: ان مارش!، جبهه ملی فرانسه و حزب سوسیالیست فرانسه.
دبیرکل این حزب، از سال ۲۰۰۷ تا ۲۰۱۲ نیکولا سارکوزی بود. از نوامبر سال ۲۰۱۶ دبیرکلی این حزب بر عهده برنارد اکویه گذاشته شد. این حزب در انتخابات ریاست جمهوری فرانسه در سال ۲۰۱۷ از نامزدی فرانسوا فیون حمایت کرد.